# Gérard Ducarouge
Gérard Ducarouge (* 23. Oktober 1941 in Paray-le-Monial; † 19. Februar 2015 in Neuilly-sur-Seine) war ein französischer Ingenieur und Rennwagen-Konstrukteur in der Formel 1.

## Leben und Karriere

### Matra

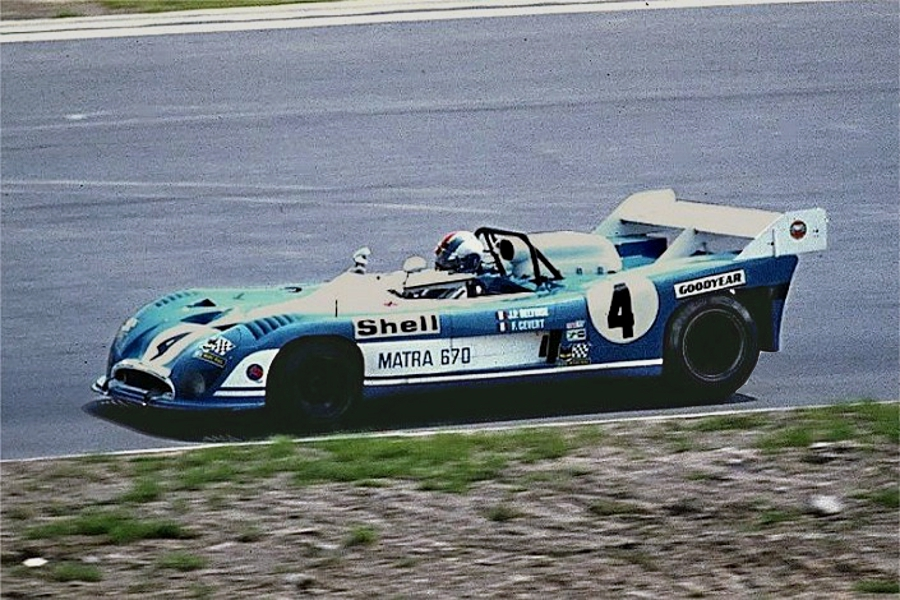
François Cévert im Matra-Simca 670 beim 1000-km-Rennen auf dem Nürburgring 1973

Nach einem Studium an der Ecole Nationale Technique d'Aeronautique arbeitete Ducarouge ab 1966 für Matra zunächst am Sportwagen MS620, mit dem u. a. Jean-Pierre Beltoise in Rennen an den Start ging. 1968 stieg Matra als Chassis-Lieferant für Tyrrell und mit einem eigenen Team in die Formel 1 ein. Ducarouge war hierbei für die Fahrwerksentwicklung zuständig. Nach dem Ende des Formel-1-Engagements 1972 konzentrierte sich Ducarouge auf die Entwicklung des MS670 für das 24-Stunden-Rennen von Le Mans, bei dem mit den Fahrer-Paarungen Henri Pescarolo/Graham Hill und François Cevert/Howden Ganley im ersten Anlauf ein Doppelsieg gefeiert werden konnte. Auch in den beiden folgenden Jahren gewann Matra mit Henri Pescarolo und Gérard Larrousse das 24-Stunden-Rennen.

### Ligier
Ende 1974 beendete Matra seine Rennsport-Einsätze und verkaufte das Team an Guy Ligier. Ducarouge arbeitete 1975 am ersten Formel-1-Wagen des Ligier-Teams, dem JS5, der 1976 mit Matra-Motoren und Jacques Laffite am Steuer debütierte. 1977 konnte Laffite beim Großen Preis von Schweden den ersten Sieg einfahren. Für 1979 konstruierte Ducarouge den JS11, einen Bodeneffekt-Wagen, mit dem Laffite die beiden ersten Rennen der Saison gewann. Patrick Depailler holte noch einen weiteren Sieg und am Saisonende blieb der dritte Platz in der Konstrukteurswertung. Die erfolgreichste Saison war 1980 mit dem JS11/15 und den Fahrern Laffite und Didier Pironi mit dem zweiten Platz in der Konstrukteurswertung.

### Alfa Romeo
Nachdem Teile des Ligier-Teams an Talbot veräußert wurden, wechselte Ducarouge 1981 nach Italien zu Autodelta, wo er zunächst den Alfa Romeo 179C überarbeitete und parallel dazu den 182 für die Saison 1982 entwickelte. Alfa Romeo verlagerte die Entwicklungstätigkeit jedoch von Autodelta zu Paolo Pavanellos Euroracing-Team und Ducarouge verlor seinen Posten als Technischer Leiter. Ducarouges Alfa Romeo 183T wurde 1984 von Osella als Osella FA1F weiterverwendet; Ableitungen von diesem Modell blieben dort bis 1988 (Osella FA1L) im Einsatz.

### Lotus

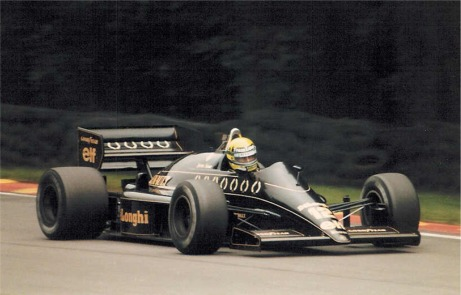
Senna 1986 in Brands Hatch im Lotus 98T

Ducarouge wechselte daraufhin 1983 zum Formel-1-Team von Lotus und baute den Lotus-Renault 94T, mit dem Elio de Angelis 1984 den dritten Platz in der Weltmeisterschaft belegte. Von 1985 bis 1987 feierte Ayrton Senna in den Lotus 97T, 98T und 99T von Gérard Ducarouge seine ersten sechs Siege. Nach Sennas Wechsel zu McLaren blieb Ducarouge noch ein Jahr bei Lotus und ging dann zurück nach Frankreich zum neu formierten Team von Gérard Larrousse.
Das Larrousse-Team verwendete Fahrwerke von Lola, die Ducarouge und Lolas Chris Murphy entwickelt hatten. 1991 ging Ducarouge zurück zu Ligier, wo er bis Mitte 1994, als Flavio Briatore das Team übernahm, als Technischer Leiter tätig war. Bis 2002 war Ducarouge dann Entwicklungschef des Renault-Espace-F1-Projekts, bei dem ein V10-Renault-Motor aus der Formel 1 und ein halbautomatisches Getriebe von Williams in einen Espace-Prototyp integriert wurde. Seit 2003 war Ducarouge Technischer Leiter bei Venturi.
Gérard Ducarouge starb, nachdem er drei Jahre lang im Amerikanischen Krankenhaus Paris in Neuilly-sur-Seine behandelt worden war.